# Euherdmania fasciculata
Euherdmania fasciculata is een zakpijpensoort uit de familie van de Euherdmaniidae. De wetenschappelijke naam van de soort is voor het eerst geldig gepubliceerd in 1983 door Monniot.